# نشان ملی ونزوئلا
نقوش پرچمی کشور ونزوئلا که اکنون استفاده می‌شود نخست در ۱۸ آوریل ۱۸۳۶ میلادی، توسط کنگرهٔ این کشور تصویب شد و پس از آن تغییرات کمی در طول تاریخ بر روی آن انجام شد و نهایتاً به نسخهٔ فعلی رسید.
این نشان در قانون پرچم، سپر و سرود ملی (Ley de Bandera, Escudo e Himno Nacionales) در ۱۷ فوریه ۱۹۵۴ میلادی توسط فرماندار نظامی ونزوئلا، مارکوس پرز خیمنز، تصویب شد. سپر به سه قسمت با زمینه‌های هم‌رنگ پرچم ملی کشور تقسیم شده‌است. در سمت چپ بالا و در زمینه‌ای قرمز رنگ، خوشه‌ای گندم که نشان دهندهٔ اتحاد ۲۴ ایالت جمهوری موجود در آن زمان و ثروت ملی‌شان است، وجود دارد. در بخش سمت راست بالا، در یک زمینهٔ زرد، سلاح‌هایی (شامل شمشیر، تیرکمان و نیزه) و دو پرچم ملی با شاخه ای از برگ‌بوئیان، به عنوان نماد تریومف و پیروزی در جنگ، دیده می‌شوند. در قسمت زیرین سپر نیز در یک میدان آبی پررنگ، یک اسب وحشی سفید و آزاد (احتمالاً نشانگر اسب سفید رنگ سیمون بولیوار، آزادی‌خواه و انقلابی آمریکای جنوبی) به نشانهٔ استقلال و آزادی کشور مشاهده می‌شود.
در بالای سپر دو شاخ نعمت قرار دارند که سرشار از محصولات طبیعی و بومی کشور ونزوئلا هستند. در دو سوی سپر شاخه زیتون و نخل قرار دارند که در قسمت زیرین نماد به یک دیگر گره می‌خورند و درون نواری از پرچم سه‌رنگ ونزوئلا قرار می‌گیرند. این سه رنگ زرد، آبی و سرخ به ترتیب نمادهای ثروت ملی، اقیانوس اطلس و استقلال ونزوئلا از اسپانیا و خون شهیدان آزادی هستند. بر روی نوار پرچم عباراتی زیر نوشته شده‌اند:
| 19 de Abril de 1810 (۱۹ آوریل ۱۸۱۰)                          | 20 de Febrero de 1859 (۲۰ فوریه ۱۸۵۹) |
| Independencia (آزادی)                                        | Federación (فدراسیون)                 |
| República Bolivariana de Venezuela (جمهوری بولیواری ونزوئلا) |                                       |

## تغییرات
تغییراتی که در نماد ملی کشور کلمبیا از ابتدا تا کنون رخ داده را در زیر می‌بینید:
|                      |                    |                    |                    |              |              |
| فرمانداری کل ونزوئلا | جمهوری اول ونزوئلا | جمهوری دوم ونزوئلا | جمهوری سوم ونزوئلا | کلمبیای بزرگ | کلمبیای بزرگ |
| 1777 - 1811          | 1811 - 1812        | 1812 - 1814        | 1814 - 1819        | 1819 - 1821  | 1821 - 1830  |

|                |                      |                |                         |
| سرزمین ونزوئلا | ایالات متحده ونزوئلا | جمهوری ونزوئلا | جمهوری بولیواری ونزوئلا |
| 1830 - 1864    | 1864 - 1954          | 1954 - 2006    | 2006–present            |